# Mauremys mutica
La tartaruga palustre gialla (Mauremys mutica Cantor, 1842) è una rara specie di tartaruga appartenente alla famiglia dei Geoemididi.

## Tassonomia
Ne vengono riconosciute due sottospecie:
- M. m. mutica Cantor, 1842.
- M. m. kami Yasukawa & Iverson, 1996.

## Descrizione
Il carapace, lungo circa 200 mm, è leggermente bombato e presenta una colorazione generalmente tendente al marrone o al nero, con variazioni significative a seconda della distribuzione geografica della specie. Il piastrone è giallo con macchie nere. La testa e il collo variano dal grigio al verde-oliva scuro, mentre gli arti e la coda sono grigio-oliva dorsalmente e grigio-giallastri ventralmente. Sul capo sono presenti diverse linee di colore giallo, mentre mento e collo sono gialli. Le due sottospecie di distinguono per alcune caratteristiche morfologiche: M. m. mutica ha un carapace a cupola di colore marrone scuro o grigio-nerastro, un piastrone scuro e un capo grigio-nero con una striscia chiara; M. m. kami presenta invece un carapace appiattito, di colore giallastro o marrone chiaro, e manca della striatura chiara sul capo. La specie è onnivora e si nutre di lombrichi, insetti, pesci, girini, lumache, granchi e sostanze vegetali come foglie, steli, semi e frutti. Le uova vengono generalmente deposte tra aprile e agosto, con ogni covata composta da 1-8 uova, che si schiudono dopo circa 94 giorni.

## Distribuzione e habitat
La tartaruga palustre gialla è ampiamente distribuita nell'Asia orientale, con popolazioni presenti nel Vietnam settentrionale, nella Cina centrale e meridionale, sulle isole di Hainan e Taiwan, ed è stata introdotta in Giappone, ad eccezione dell'arcipelago di Ryukyu, dove la specie è naturalmente presente. Sono riconosciute due sottospecie: M. m. mutica e M. m. kami, quest'ultima endemica delle isole Ryukyu. Si tratta di una specie semi-acquatica, che abita corpi d'acqua a lento corso, come stagni, acquitrini, paludi e ruscelli, preferendo aree di pianura.

## Conservazione
Questa tartaruga è una delle specie più comunemente commercializzate in Asia, grazie al suo alto valore di mercato. Viene frequentemente catturata sia per il consumo alimentare che per la medicina tradizionale e il commercio internazionale a fini terraristici.